# Adolf Knoll
Adolf Knoll (* 23. března 1954 Náchod) je český výzkumný pracovník, knihovník, pověřený po listopadu 1989 řízením Národní knihovny České republiky.
Byl pověřen řízením dnešní Národní knihovny České republiky v prosinci 1989 s úkolem převést ji do nového období a předat ji stabilizovanou novému definitivnímu řediteli, který nastoupil v dubnu 1990. Nový ředitel vzešel z výběrového řízení a byl jím Vojtěch Balík. Z téhož výběrového řízení byl určen jeho zástupcem i Adolf Knoll. Jako zástupce generálního ředitele pracoval do roku 2011. Od té doby do března 2019 byl tajemníkem pro vědu, výzkum a mezinárodní vztahy, poté do konce r. 2023 zastával funkci náměstka pro tuto oblast. V Národní knihovně pracoval od roku 1979 – do roku 1989 v oblasti akvizice zahraniční literatury. Zasloužil se o přejmenování instituce z tehdejší Státní knihovny ČSSR na knihovnu národní a zahájil a posléze jako zástupce ředitele instituce společně s ním navrhl a realizoval řadu reforem, které knihovnu výrazně posunuly do nové doby na úroveň vyspělých evropských národních knihoven.

## Život
Vyrůstal v Hronově, vystudoval náchodské (dnešní Jiráskovo) gymnázium. Po krátkém studiu na fakultě jaderné a fyzikálně inženýrské ČVUT odjel do Rumunska, kde absolvoval Univerzitu v Bukurešti (1975 – 1979), obor rumunština – francouzština, později se zaměřením na teorii literatury a literární komparatistiku (jeho diplomová práce byla věnována dílu Franze Kafky a Alberta Camuse); předtím v letech 1974 – 1975 studoval na Univerzitě Babeș-Bolyai v Kluži (Cluj-Napoca) a po nástupu do tehdejší Státní knihovny ČSR absolvoval postgraduální studium knihovnictví a vědeckých informací na Karlově Univerzitě v Praze (1983-1985).

### Odborná činnost
V 80. letech se jako řešitel dílčího úkolu projektu výzkumu a vývoje věnoval automatizaci knihovnických procesů, výsledkem byla první linka automatizovaného zpracování a první formát elektronického popisu dokumentu. Od počátku 90. let stál v čele projektů digitalizace knihovních sbírek. Spolu se Stanislavem Psohlavcem je považován za průkopníka nasazení této technologie v knihovnách přinejmenším v evropském měřítku. Je spoluautorem prvního úspěšně nasazeného komplexního formátu pro digitalizované rukopisy, staré tisky a posléze i noviny (formát DOBM na platformě SGML), je autorem nového komplexního formátu (r. 2002) na platformě XML pro digitalizovaná periodika a moderní monografie – tento formát používaly některé instituce do cca r. 2015 – díky tomuto formátu a související systémové analýze bylo možno položit základy digitální knihovny Kramerius (dnes Národní digitální knihovna). Je též spoluautorem dalších řešení v oblasti digitalizace a dodnes je členem týmu rozvoje digitální knihovny Manuscriptorium, u jehož základů také stál. Vedl řadu výzkumných projektů v této oblasti a za Národní knihovnu se účastnil řady projektů evropských.
Díky odborným a jazykovým znalostem působil řadu let jako expert pro různé organizace: podílel se např. na zpracování manuálu UNESCO a FAO o digitalizaci, v r. 1996 byl členem ad hoc pracovní skupiny Evropské komise pro spolupráci knihoven západní a východní Evropy. S jeho zaměřením souvisí bohatá publikační, přednášková a školící činnost. V průběhu 90. let zastupoval několikrát Českou republiku na jednáních Rady Všeobecného informačního programu UNESCO. Z pověření Open Society Fund školil digitalizaci knihovních sbírek v mnoha zemích světa (mj. Mongolsko, Kazachstán, Ukrajina, Moldávie, Lotyšsko, Litva, Srbsko); v ČR proškolil stovky pracovníků knihoven. Rozhodujícím způsobem se podílel na tom, že se Národní knihovna v r. 2005 stala první nositelkou prestižní světové Ceny UNESCO – Jikji (Paměť světa).
V 90. letech byl členem vědecké rady Slovenské národní knihovny v Martině a v prvním desetiletí 21. století vědecké rady Národní knihovny Lotyšska v Rize; je nositelem ocenění Národní knihovny Rumunska, Národní knihovny Moldávie a pracoviště Rumunské akademie věd v Kluži.
V letech 2006 - 2009 byl členem poradního orgánu evropské komisařky pro informační společnost a média, tzv. Vysoké komise expertů v oblasti digitálních knihoven (High Level Expert Group of Digital Libraries). Mj. byl v letech 2009 – 2012 členem Řídící rady Evropské knihovny TEL. V letech 1997 – 2000 a znovu od r. 2013 - 2017 byl členem Mezinárodního poradního výboru programu Paměť světa UNESCO, v letech 1995 – 2012 byl členem její subkomise pro technologii; v letech 2013 - 2018 byl také členem vědecké rady francouzského programu digitálního zpřístupnění historických fondů Biblissima.

### Jiná činnost
Jako letecký modelář je členem Rady Modelklubu Lipence, v 90. letech publikoval v této oblasti řadu konstrukcí volných a rádiem řízených modelů, z nichž jeden zvítězil v soutěži Konstrukce roku 1993.
V r. 2022 vydává sbírku lyrických básní Míjení.

### Ocenění
- Medaile Z. V. Tobolky (2005)
- Cena Ministerstva kultury ČR za přínos k rozvoji české kultury, konkrétně za přínos k zapojení České republiky do mezinárodních programů v oblasti kultury, zejména digitalizace písemného kulturního dědictví (2007 jako první laureát v historii)
- Cena Magnesia Litera za přínos ke knižní kultuře (rozvoj digitalizace rukopisů, starých tisků a novin a jejich široké zpřístupnění odborné komunitě i veřejnosti)